# Schweizer Filmakademie
Die Schweizer Filmakademie wurde am 27. Mai 2008 als Verein nach Art. 60ff ZGB gegründet. Als erster Präsident fungierte der Schweizer Filmemacher Fredi M. Murer. Die Akademie ist für die Organisation und die Wahl der Preisträger des jährlichen Schweizer Filmpreises in 13 Kategorien zuständig. Die Filmakademie setzt sich derzeit (Stand 2021) aus rund 450 Persönlichkeiten aus der Schweizer Filmbranche zusammen und steht in regelmässigem Austausch mit dem Bundesamt für Kultur. In ihren Gremien ist die Filmakademie bestrebt, die Filmbranche möglichst adäquat und breit zu repräsentieren. Sie ist unabhängig und parteipolitisch neutral. Die Geschäftsstelle hat ihren Sitz in Zürich. Seit Anfang August 2010 wird die Schweizer Filmakademie vom Dokumentarfilmer Christian Frei präsidiert.
Die Schweizer Filmakademie ist Mitglied des FAN (Film Academy Network) of Europe und Gründungsmitglied der 2024 gegründeten Federation of Film Academies Europe (FACE).